# Charter Arms Bulldog

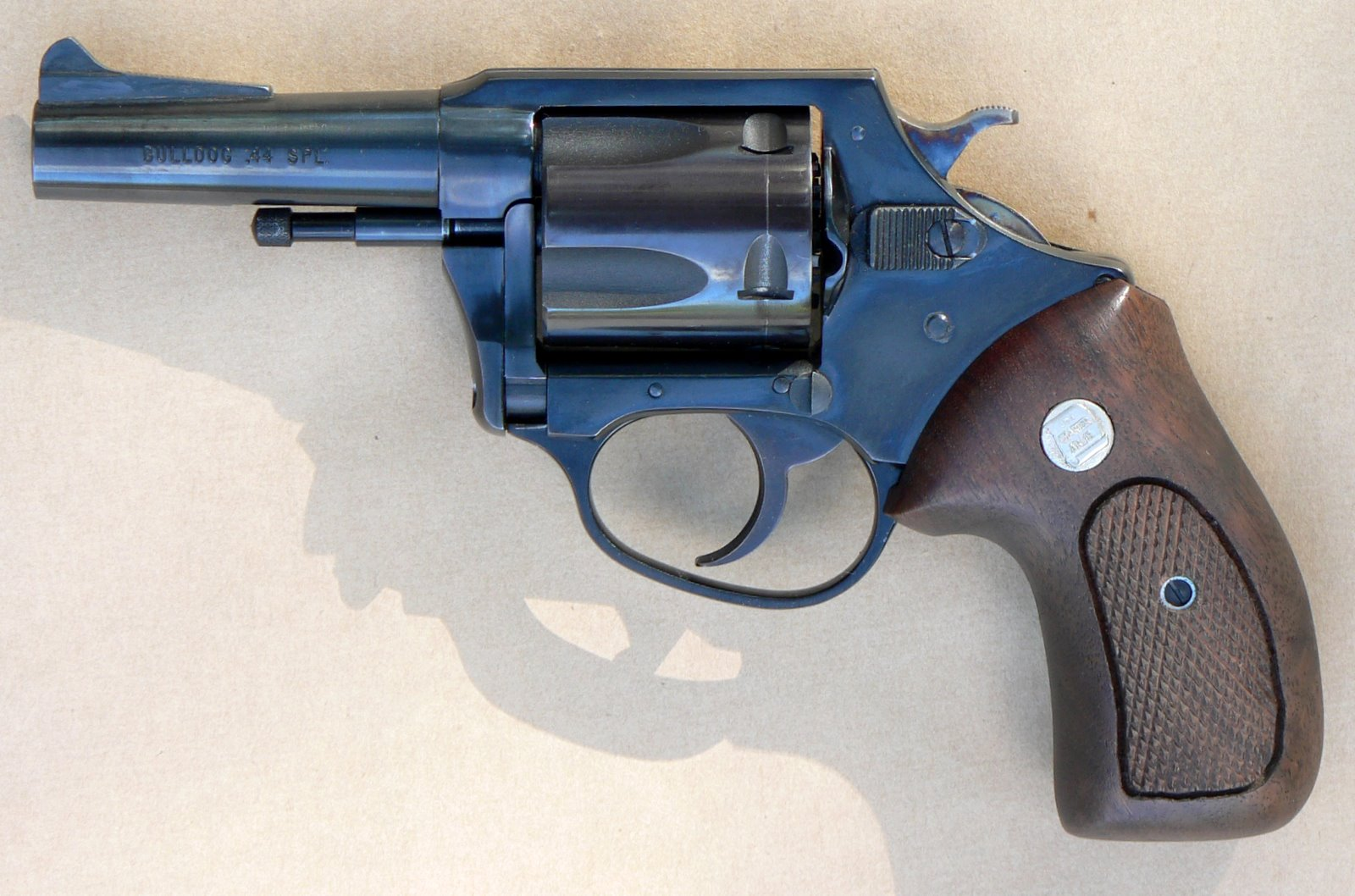
Charter Arms Bulldog

Le Charter Bulldog est le premier revolver de la firme américaine Charter Arms mis en vente en 1973. Ses clients sont les officiers de police (port discret et/ou arme de secours) et les citoyens pour leur défense personnelle, aux États-Unis, principalement. Il fut ainsi rendu tristement célèbre comme étant l'arme du Fils de Sam.

## Le Bulldog
Ce fut le premier revolver à prix abordable, à double action, de gros calibre (11 mm) à être largement diffusé depuis la disparition du Webley Bulldog dont il reprenait le nom et le principe. Sa production s'achève en 1983 pour être remplacé par le Bulldog Pug dont il ne diffère que par la présence d'une baguette d'extracteur non protégée. Une version en .357, légèrement plus lourde, vit le jour pour devenir rapidement le Charter Arms Mag Pug. Quelques rares modèles en .357 Magnum avec canon de 15 cm furent vendus au début des années 1980.
| Variante         | Calibre     | Longueur      | Canon        | Masse           | Capacité     | Poignée | Fonctionnement                          |
| ---------------- | ----------- | ------------- | ------------ | --------------- | ------------ | ------- | --------------------------------------- |
| « Calibre .44 »  | .44 Special | 191 mm        | 76 mm        | 0,54 kg         | 5 cartouches | Étoffée | Double action/Double action obligatoire |
| « Calibre .357 » | .357 Magnum | 191 mm-267 mm | 76 mm-152 mm | 0,59 kg-0,71 kg | 5 cartouches | Étoffée | Double action/Double action obligatoire |

En 1977, le Bulldog  en .44 Special se vendait de 142 à 153,50 US$.

## Le Bulldog Pug
C'est le successeur direct du  Bulldog .44. Sa baguette d'extracteur est protégée. Il fut produit de 1983 à 1992 avec une carcasse en alliage/acier. Depuis 1993, sa production a repris avec une carcasse utilisant l'acier inox.
| Variante    | Calibre     | Longueur | Canon | Masse   | Capacité     | Poignée | Fonctionnement          |
| ----------- | ----------- | -------- | ----- | ------- | ------------ | ------- | ----------------------- |
| Model 14420 | .44 Special | 184 mm   | 64 mm | 0,62 kg | 5 cartouches | Étoffée | Double action           |
| Model 74420 | .44 Special | 184 mm   | 64 mm | 0,57 kg | 5 cartouches | Étoffée | Double action           |
| Model 74421 | .44 Special | 184 mm   | 64 mm | 0,62 kg | 5 cartouches | Étoffée | Double action seulement |

## Le Target Bulldog
C'est la version de tir sportif. Sa visée est réglable. Il fut produit seulement en 1986 et 1987 en trois calibres dont le 9 mm Parabellum.

## Le Bulldog Tracker
C'est la version .357 Magnum avec trois longueurs de canon. Sa production fut plus limitée.

## Le Police Bulldog
C'est un Bulldog de calibre moyen (9 mm) avec un canon de longueur standard pour un usage policier. La capacité augmente. Il existe en version à canon rond.
| Variante        | Calibre     | Longueur | Canon  | Masse    | Capacité     | Visée    | Fonctionnement                   |
| --------------- | ----------- | -------- | ------ | -------- | ------------ | -------- | -------------------------------- |
| « Canon léger » | .38 Special | 220 mm   | 102 mm | 0,65 kg  | 6 cartouches | fixe     | Double action avec chien externe |
| « Canon lourd » | .38 Special | 220 mm   | 102 mm | 0,672 kg | 6 cartouches | réglable | Double action avec chien externe |

## Sources
- R. Caranta, Les Armes de votre Défense, Balland, 1977
- J. Huon, Encyclopédie de l'Armement mondial, tome 3, Grancher 2012.